# 丁多夫
丁多夫是德国莱茵兰-普法尔茨州的一个市镇。总面积3.81平方公里，总人口92人，其中男性51人，女性41人（2011年12月31日），人口密度24人/平方公里。